# Związek Północnoniemiecki
Związek Północnoniemiecki (niem. Norddeutscher Bund) – początkowo sojusz wojskowy części państw niemieckich, zawiązany 18 sierpnia 1866 r. w ramach procesu zjednoczenia Niemiec pod przywództwem Prus, w miejsce Związku Niemieckiego rozwiązanego po wojnie austriacko-pruskiej, przekształcony 1 lipca 1867 r. w państwo federalne, podniesione następnie w 1871 r. do rangi Cesarstwa Niemieckiego. Był to najwcześniejszy podmiot prawa międzynarodowego, z którym współczesne Niemcy zachowują ciągłość prawną, a zarazem pierwsze niemieckie państwo narodowe, w którego skład Prusy weszły jako całość, zatem włączając w to również Prusy Wschodnie oraz zabór pruski podzielonej Polski, toteż nasiliła się zarówno germanizacja tych terenów, jak i opór Polaków przeciwko niej.

## Historia

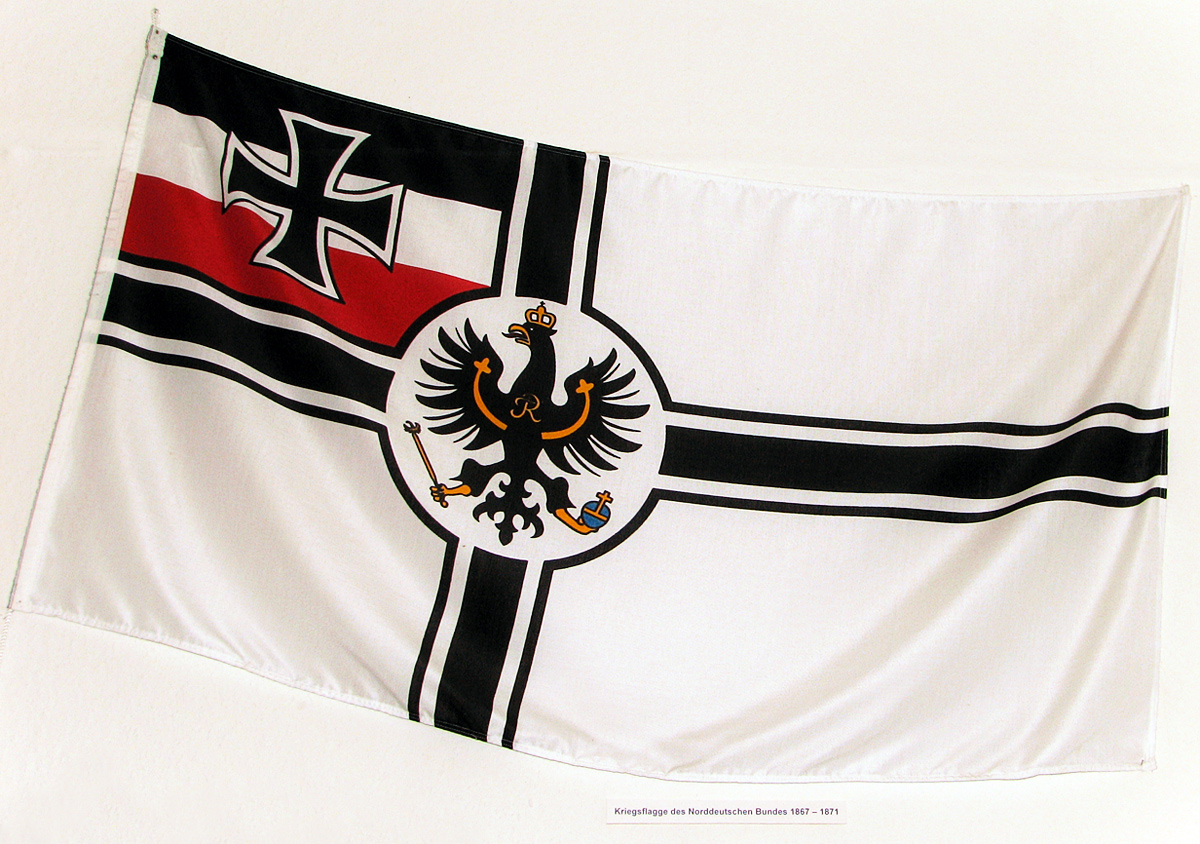
Sztandar wojenny Związku Północnoniemieckiego (1867-1871)

Do Związku Północnoniemieckiego weszły 22 państwa niemieckie położone na północ od linii Menu oraz Królestwo Prus wraz z jego częściami nienależącymi do uprzednio istniejących Świętego Cesarstwa Rzymskiego i Związku Niemieckiego: Prowincją Prusy, Wielkim Księstwem Poznańskim oraz wchodzącymi w skład Prowincji Pomorze terytorium dawnego starostwa drahimskiego.
Do Związku nie weszły: Cesarstwo Austrii, Bawaria, Wirtembergia, Badenia, część Hesji, Luksemburg, Liechtenstein, oraz kantony szwajcarskiej Alemanii.
W 1867 r. Reichstag uchwalił nową konstytucję opracowaną przez Ottona von Bismarcka (kanclerz Związku), była ona wstępem do zjednoczenia Niemiec pod egidą Prus. Związek istniał do 1871 r.
Przewodniczącym Związku Północnoniemieckiego był król Prus, który był także naczelnym wodzem armii oraz floty w czasie wojny i pokoju, a przy okazji otrzymał prawo veta do zmian w konstytucji Związku. Decyzje króla Prus jako przewodniczącego Związku wymagały kontrasygnaty kanclerza, z wyjątkiem spraw wojskowych. Kolegialnymi organami Związku były Sejm Rzeszy (Reichstag) i Rada Związku (Bundesrat).
Sejm realizował kompetencje ustawodawcze i ratyfikował umowy międzynarodowe. Większość ustaw uchwalanych przez Reichstag musiała być zatwierdzana przez Radę, która także wydawała rozporządzenia do ustaw uchwalonych przez Reichstag. Zwraca uwagę fakt, iż w kompetencji Sejmu nie figurowały sprawy wojskowe. Sejm wybierany był w głosowaniu powszechnym, bezpośrednim i jawnym przez mężczyzn, którzy ukończyli 25. rok życia. Powszechnego głosowania nie wprowadzono w samych Prusach, gdzie nadal obowiązywało trójklasowe prawo wyborcze.
Rada Związku posiadała także uprawnienia administracyjne i pełniła funkcję sądu rozjemczego między członkami federacji. Składała się z 43 przedstawicieli (z czego 17 z Prus) mianowanych przez rządy państw wchodzących w skład Związku Północnoniemieckiego. Prusy, przy pomocy delegatów z małych państw północnych, dysponowały zawsze większością w Radzie (14 głosów wystarczyło, by nie dopuścić do żadnych zmian w konstytucji). Rada realizowała swoje uprawnienia przy pomocy wydziałów. Powoływała także Prezydium Rady, do którego należała władza wykonawcza. Na czele Prezydium stał kanclerz (pierwszym i jedynym był Otto von Bismarck), który był także premierem rządu pruskiego i ministrem spraw zagranicznych Prus.